# Болгаров, Василий Николаевич
Василий Николаевич Болгаров (род. 1985, Гагарин, РСФСР, СССР) — российский серийный убийца и грабитель, совершивший не менее 4 убийств 29 августа 2001 года и в июле 2010 года на территории городов Гагарин и Смоленск. Известен под прозвищами «Гагаринский маньяк» и «Интернет-убийца». Болгаров дважды избежал уголовного наказания в виде пожизненного лишения свободы. В 2011 году он был приговорен к 25 годам лишения свободы.

## Биография

### Первые убийства (2001)
Василий Болгаров родился в 1985 году в городе Гагарин. Детство и юность провёл в социально благополучной обстановке. В школьные годы Болгаров ничем не выделялся среди сверстников и не был замечен в проявлении девиантного поведения. Через три месяца после окончания 9 класса, 29 августа 2001 года 16-летний Василий Болгаров на почве личных неприязненных отношений совершил убийство одной из своих знакомых девушек. Опасаясь разоблачения, через несколько часов после первого убийства Болгаров узнал, что свидетелем стала одна из знакомых жертвы, после чего он совместно с совершеннолетним сообщником Сергеем Алещенковым совершил убийство второй девушки с целью сокрытия первого убийства. 5 марта 2004 года Болгаров и Алещенков были осуждены. Сообщник Василия получил в качестве уголовного наказания 11 лет лишения свободы, а Болгаров был приговорён к 9 годам 6 месяцам лишения свободы, почти к максимально возможному сроку, который мог быть применён к лицам, не достигшим совершеннолетия, в России. Летом 2004 года Болгаров при содействии своих адвокатов направил в Верховный суд Российской Федерации кассационную жалобу.
В своей кассационной жалобе Василий Болгаров указывал, что с приговором он не согласен, поскольку в ходе судебного разбирательства судом были существенно нарушены требования уголовно-процессуального законодательства, что повлияло на обоснованность принятого по делу решения. Болгаров утверждал, что он дал признательные показания в совершении 2 убийств в отсутствие адвоката, а суд сослался на это в приговоре как на доказательство его вины. Он утверждал, что при аресте ему никто не разъяснил его право на защиту, положения ст. 51 Конституции РФ, хотя следователи знали, что он являлся несовершеннолетним. Также Болгаров заявил, что на него со стороны оперативных работников оказывалось физическое и психологическое давление, а его родителей о его задержании никто не уведомлял. Согласно свидетельствам Болгарова, адвокатом он был обеспечен только через трое суток, что противоречило положениям уголовно-процессуального законодательства. Адвокат Болгарова в свою очередь в кассационной жалобе заявил, что при рассмотрении дела процессуальные права его подзащитного были нарушены, в основу приговора положены недопустимые доказательства, выводы суда не соответствуют фактическим обстоятельствам дела, судебное следствие проводилось с обвинительным уклоном. Однако несмотря на это, судебная коллегия по уголовным делам Верховного Суда Российской Федерации 1 июля 2004 года отклонила кассационную жалобу Василия Болгарова.

### Освобождение
Отбыв в тюремном заключении с момента ареста более 8 лет, Василий Болгаров получил условно-досрочное освобождение и вышел на свободу 19 апреля 2010 года, после чего вернулся в Гагарин. После освобождения он не стал возвращаться в общежитие к родителям, а стал проживать с одной из девушек в её квартире.
После освобождения Василий не стал устраиваться на работу. Он планировал продать свою комнату в общежитии и приобрести автомобиль, но сделать этого не успел. Василий имел двоюродную сестру, которая проживала в США, с которой он поддерживал хорошие отношения. По случаю его освобождения из мест лишения свободы она прислала ему более ста тысяч рублей. По словам сожительницы Болгарова, получив деньги, Василий приобрёл персональный компьютер и целыми днями находился дома, сидя за компьютером. Сожительница Болгарова характеризовала его крайне положительно, утверждая, что за время совместного с ней проживания он никогда не демонстрировал агрессивного поведения по отношению к ней и другим людям. В этот период в тайне от своей сожительницы Болгаров завёл несколько аккаунтов на популярных сайтах знакомств, где переписывался и знакомился с другими девушками. В интернет Болгаров выходил под разными именами и никами. Первоначально в социальной сети «Одноклассники» он завёл аккаунт под настоящим именем и фамилией, но позже фамилию скрыл и впоследствии выходил в интернет под никами «Василий-169», «Василий-26-Гагарин», «Угадай» и «Вася-Кот», что являлось его прозвищем с детства. 6 июля 2010 года сожительница Болгарова, находясь в отпуске, уехала отдыхать и покинула Смоленскую область, после чего Василий договорился о встрече с одной из девушек, с которой он познакомился на сайтах знакомств.

### Серия убийств (2010)
Первой жертвой Василия Болгарова после его освобождения из тюрьмы оказалась тридцатилетняя жительница города Гагарин Евгения Шамрук. Девушка жила одна в квартире матери, работала в библиотеке. С Болгаровым она общалась через «скайп», потом добровольно дала номер своего мобильного телефона, после чего 8 июля 2010 года пригласила его к себе в гости. Во время свидания Василию удалось расположить к себе девушку. После прогулки по городу Евгения, получив букет красных роз, предложила Василию зайти на чай в её квартиру. Оказавшись в ней, Болгаров заметил на полке в кладовке капроновый шнур, после чего совершил на девушку нападение. Евгения оказала Болгарову ожесточённое сопротивление, вследствие чего ему пришлось связать ей руки. После того как ему удалось обездвижить жертву, он её хладнокровно задушил. Николай Турбовец, исполняющий обязанности начальника УВД по Смоленской области так описывал впоследствии поведение Болгарова: 
Он пришёл с цветами, вином, а потом совершил преступление.
 После совершения убийства Василий похитил из её дома сумочку, ювелирные украшения, мобильный телефон, а также недавно подаренный букет роз. С целью уничтожения улик Болгаров, перед тем как уйти из квартиры, поджёг диван и кресло, облив их горючей жидкостью, которую нашёл в той же кладовке, где и капроновый шнур, послуживший орудием убийства. В ходе пожара квартира выгорела полностью, а труп убитой обгорел до неузнаваемости, вследствие чего в ходе судебно-медицинской экспертизы судмедэксперты не смогли определить характер повреждений на теле убитой. Украденные ювелирные украшения Болгаров сдал в ломбард, получив за них 5000 рублей, а мобильный телефон жертвы продал скупщикам всего за 700 рублей.
Через несколько дней после совершения убийства Евгении Шамрук Болгаров договорился о встрече с 21-летней Анастасией Лукьяновой, которая проживала в Смоленске. Девушка проживала вместе с родителями, училась в одном из колледжей и подрабатывала поваром. Анастасия Лукьянова страдала комплексом неполноценности по причине своей полноты, вследствие чего имела мало друзей и проблемы с коммуникабельностью. Узнав об этом, Болгаров будучи неплохим психологом, сумел расположить к себе девушку, проявив к ней заботу. Он представился Лукьяновой программистом из Гагарина по имени Андрей. Перед встречей Василий попросил Анастасию удалить всю переписку и аккаунты на сайте знакомств. Вечером 14 июля 2010 года, пользуясь отсутствием родителей, девушка пригласила Василия к себе в гости в дом на улице Нормандия-Неман. Некоторое время они находились на кухне, разговаривали и употребляли алкогольные напитки, после чего отправились в комнату Анастасии, где Болгаров совершил на неё нападение. Девушка пыталась оказать ему сопротивление, но Болгаров быстро его подавил и задушил Анастасию поясом от её же платья. После совершения убийства он произвёл обыск в квартире, но денег так и не нашёл. У убитой он похитил ювелирные изделия, мобильный телефон и фотоаппарат. Квартиру поджигать не стал. Выйдя из квартиры, Болгаров вызвал такси и уехал в Гагарин. Фотоаппарат Болгаров оставил у родственницы, а ювелирные изделия убитой сдал в ломбард, получив за них 8 000 рублей. Телефон убитой заблокировался, вследствие чего он не стал его продавать и выбросил в реку.

### Арест, следствие и суд
После того, как Анастасия Лукьянова перестала выходить на связь, в квартиру вернулся её отец, отпросившийся с дежурства, чтобы проверить, всё ли в порядке дома. После обнаружения тела убитой дочери он вызвал милицию. В ходе расследования сотрудники правоохранительных органов обследовали компьютер жертвы и опросили жильцов дома, а также родственников и друзей убитой девушки. Последние сообщили представителям правоохранительных органов, что она не скрывала, что познакомилась с парнем на одном из сайтов знакомств и собиралась с ним встретиться. Изучение её компьютера и данных переписки помогло следователям выйти на след Василия Болгарова. В ходе изучения его аккаунтов в социальных сетях было установлено, что на одном из сайтов в его друзьях числилась Евгения Шамрук, которая была им убита несколько дней назад. Подозрения в адрес Болгарова усилились после того, как в ходе детализации его телефонных звонков с мобильного телефона было установлено, что он находился в Смоленске в день совершения убийства Анастасии Лукьяновой. В конце июля 2010 года местонахождение Болгарова было установлено, и он был задержан.
Александр Почуфаров, начальник управления уголовного розыска УВД по Смоленской области так прокомментировал ход расследования:
Было установлено, что молодой человек знакомился с ними в Интернете, выйти на него было сложно, поскольку он тщательно заметал следы.
После задержания Болгаров признал свою вину и предпочёл оформить явку с повинной. Помимо признательных показаний, косвенными уликами, изобличающими его в совершении убийств, стали показания свидетелей. Двоюродный брат Анастасии Лукьяновой утверждал, что незадолго до смерти его сестра показывала ему фотографию человека, с которым собиралась встретиться, на ней, согласно его свидетельствам, был изображён Болгаров. Таксист, который отвёз Василия из Смоленска в Гагарин после совершения убийства Лукьяновой, также опознал его как того самого человека, который находился возле дома, где было совершено убийство, сел в его автомобиль и попросил отвезти его в Гагарин. Показания свидетеля были подтверждены детализацией звонков с мобильного телефона Болгарова и прослушиванием аудиозаписей в системе записи и анализа телефонных разговоров диспетчерской такси, из которых следовало, что звонивший в службу такси мужчина с мобильного телефона Болгарова заказывал машину для поездки из Смоленска в Гагарин.
Несмотря на то, что вина Болгарова в совершении убийств была полностью доказана, по окончании судебного процесса, который открылся 12 апреля 2011 ода, он избежал уголовного наказания в виде пожизненного лишения свободы. Василий Болгаров был признан виновным в совершении преступлений, предусмотренных п. "з" ч. 2 ст. 105 УК РФ (убийство из корыстных побуждений, сопряжённое с разбоем), п. "в" ч. 4 ст. 162 УК РФ (разбой, совершённый с причинением тяжкого вреда здоровью потерпевшего) и ч. 2 ст. 167 УК РФ (умышленное повреждение чужого имущества путём поджога).
Официальный представитель Следственного комитета Смоленской области Наталья Хомутова так описала итог расследования:
Согласно заключений судебно-медицинских экспертиз, смерть обеих потерпевших наступила в результате механической асфиксии. Злоумышленник ради совершения корыстных преступлений на Интернет-сайтах знакомств, стал знакомиться с девушками. После чего, создав о себе положительный образ у представительниц противоположного пола и войдя к ним в доверие, приезжал к девушкам домой, душил потерпевших, забирал из квартиры ценные вещи и с места совершения преступления скрывался.
В ходе судебных заседаний, учтя смягчающие обстоятельства (признание вины, активное способствование раскрытию преступлений), 4 октября 2011 года суд приговорил Болгарова к 25 годам лишения свободы с отбыванием наказания в течение первых восьми лет в тюрьме, а последующих — в колонии строгого режима. После освобождения его ждёт ограничение свободы сроком на два года. Кроме того, суд обязал Болгарова выплатить в пользу родственников потерпевших компенсацию морального ущерба в 1 миллион рублей (по 500 тысяч на семью) и материального ущерба в сумме свыше 219 тысяч рублей, которые он должен был выплатить родственникам Евгении Шамрук, чью квартиру он поджёг. Во время вынесения приговора Василий Болгаров от последнего слова отказался.
Родители убитых девушек остались недовольны приговором. Они заявили, что будут его обжаловать и обращаться к Президенту России Дмитрию Медведеву с просьбой применить в отношении Болгарова смертную казнь.
Болгаров — серийный убийца, который вошёл во вкус. На его счету уже четыре девичьи жизни. Какие смягчающие обстоятельства могут приниматься при этом?! Лишение свободы на 25 лет — однозначно недостаточная мера наказания. Никакая финансовая компенсация мне не нужна. Таких личностей необходимо расстреливать или хотя бы сажать за решётку пожизненно.
 — заявили родственники жертв Болгарова.  

Точку зрения родственников убитых разделял Александр Почуфаров, начальник управления уголовного розыска УВД по Смоленской области, который после суда заявил СМИ, что Болгаров не заслуживает снисхождения: 
За человеком четыре трупа, слишком много...

Однако заместитель прокурора Смоленской области Геннадий Сенченков в ответ на упрёки родственников, заявил, что уголовное наказание Василий Болгаров получил в соответствии с законом: 
Он полностью признал вину. Мера наказания назначена в соответствии с законом, мы к сожалению ничего изменить не можем.
По закону Василий Болгаров вполне может претендовать на условно-досрочное освобождение в зависимости от его поведения и мнения администрации колонии, в которой он отбывает назначенное ему уголовное наказание.

### В заключении
После суда Василий Болгаров был этапирован для отбытия наказания в одну из исправительных колоний. В 2015 году он подал иск к некоей Плотниковой Л.И. о взыскании с неё денежной суммы, обвиняя её в мошенничестве. В своём иске Болгаров заявил, что выдал Плотниковой Л.И. доверенность на продажу за цену и на условиях по её усмотрению принадлежащую ему на праве собственности комнату в общежитии, которую она в конечном итоге успешно продала. Полученные от продажи деньги она передала ему лишь частично, что было подтверждено квитанциями к почтовым переводам. От возврата остальной суммы Болгарову она уклонилась. Плотникова в свою очередь, возражая против удовлетворения заявленных требований, предъявила встречный иск Василию Болгарову, в котором просила произвести зачёт долга Болгарова перед ней в сумме, равной продажной стоимости его комнаты в общежитии, так как она за свои личные средства содержала его жилое помещение после его осуждения, оплачивала услуги его адвокатов по двум уголовным делам, неоднократно пересылала ему почтовыми переводами денежные средства и произвела затраты, связанные с покупками ему посылок и передач, а также с поездками на свидание к нему на территорию исправительной колонии. Также Плотникова заявила, что осуществила за свой счёт погребение и поминки его родителей, которые умерли после его осуждения, а также установила памятники на их могилах. В конечном итоге Гагаринский районный суд Смоленской области исковые требования Болгарова и встречные требования Плотниковой удовлетворил частично. После 2020 года достоверных сведений о судьбе Василия Болгарова нет.